# Brittney Griner
Brittney Yevette Griner (Houston, 18 de outubro de 1990) é uma basquetebolista profissional estadunidense que jogou no UMMC Ekaterinburg da Rússia e no Phoenix Mercury da WNBA. A atleta que possui 2,03 m e pesa 93 kg, atuava como Pivô. Ela foi campeã da WNBA com o Mercury em 2014 e tinha sido eleita oito vezes para o jogo das estrelas.
Em fevereiro de 2022, Griner foi presa na Rússia por posse de óleo de haxixe, sendo sentenciada a nove anos de prisão em agosto por contrabando. O governo dos Estados Unidos afirmou que a prisão dela era politicamente motivada e disse que sua prisão não tinha mérito e exigiram sua soltura. Em 8 de dezembro, Griner foi finalmente libertada pela Rússia em uma troca de prisioneiro pelo traficante de armas Viktor Bout, que cumpriu dez anos de uma sentença de 25 anos por fornecer armas pesadas a terroristas e conspirar para matar americanos.